# Округ Френклин (Флорида)
Френклин (енгл. Franklin County) је округ у америчкој савезној држави Флорида. По попису из 2010. године број становника је 11.549.

## Демографија
Према попису становништва из 2010. у округу је живело 11.549 становника, што је 492 (4,4%) становника више него 2000. године.
| Група             | 2000.         | 2010.         |
| Белци             | 8.822 (79,8%) | 9.188 (79,6%) |
| Афроамериканци    | 1.804 (16,3%) | 1.589 (13,8%) |
| Азијати           | 22 (0,2%)     | 26 (0,2%)     |
| Хиспаноамериканци | 268 (2,4%)    | 529 (4,6%)    |
| Укупно            | 11.057        | 11.549        |